# Dolmen D43
Le dolmen D43 est situé près d'Emmen, derrière la ferme-musée Nabershof, dans la province de Drenthe, aux Pays-Bas. Il s'appelait autrefois Bruyn Stien, puis De Grafkelders. Il est le seul dolmen aux Pays-Bas du type langgraf, ou longue tombe. Cette catégorie est plus nombreuse en Allemagne et au Danemark. Le dolmen D43 remonte à environ 3000 av. J.-C.

## Description
Le dolmen D43 est attribué à la culture des vases à entonnoir.
La longue tombe mesure 40,3 mètres de long et 6,8 mètres de large et est orientée nord-sud. Les 53 pierres de la couronne sont positionnées avec le côté plat tourné vers l'extérieur. Des pierres d'arrêt sont encore visibles entre ces pierres, qui ont été placées lors d'une restauration.
Il y a deux dolmens dans cette longue tombe. Quelques pierres de couverture sont encore présentes sur les pierres porteuses de ces deux chambres funéraires. L'entrée de la chambre funéraire nord (4,6 mètres de long et 3,0 mètres de large) faisait face à l'est, tandis que l'entrée de la chambre funéraire sud (8,1 mètres de long et 2,9 mètres de large) faisait face à l'ouest. Les deux chambres funéraires ont une paire de pierres constituant le portail d'entrée.
Le tombeau nord avait à l'origine six pierres porteuses et trois pierres de couverture, et la tombe sud avait dix pierres porteuses et cinq pierres de couverture (cependant une pierre porteuse et deux pierres de couverture sont manquantes).
Le monticule de couverture n'est pas originel car il a été reconstitué au XXe siècle.

## Historique
Ce dolmen est mentionné sur la carte de Hottinger (1788-1792).
Il est mentionné dans les anciens rapports de bailli de 1818. Au XIXe siècle, ce dolmen a été étudié, entre autres par le professeur L.J.F. Janssen, et une tentative a été faite pour restaurer ce monument. Cependant, cela s'est produit de manière très imparfaite (et probablement avec le sacrifice du monument D43a disparu), ce qui ressort d'un article indigné de la Provinciale Drentsche en Asser Courant.
Jusqu'en 1869, il n'a pas été dérangé ; les agriculteurs y ont jeté leurs déchets et il était envahi par la végétation. Le dolmen a été acheté par l'État des Pays-Bas en 1870. Lorsque les débris et les buissons ont été enlevés, des pierres ont également été déterrées, de sorte que la position d'origine ne peut être retrouvée.

### Society of Antiquaries
En Angleterre, dans les années 1870, une vague d'inquiétude a émergé au sujet de la manière dont les dolmens étaient restaurés aux Pays-Bas. Dans ces cercles, les gens craignaient particulièrement que les restaurations perdent l'image originelle des monuments. Le directeur de la Society of Antiquaries, à Londres, a demandé aux archéologues William Collings Lukis et Sir Henry Dryden d'enregistrer l'état exact des mégalithes à cette époque. Ils visitèrent la province de Drenthe en juillet 1878 et cartographièrent quarante dolmens sur le Hondsrug. Ils ont pris des mesures et ont décrit la situation rencontrée, qu'ils ont également enregistrée dans une série d'aquarelles. Cependant, leur rapport à la Society of Antiquaries n'a pas été édité. Tout leur travail est conservé à la Society of Antiquaries, au Guernsey Museum & Art Gallery et au Drents Museum. L'Ashmolean Museum d'Oxford a également des copies de leur travail.
En 2015, l'archéologue drenthois, le Dr Wijnand van der Sanden, a publié ces travaux. Il a fourni une introduction détaillée au matériel issu de cette campagne. Il a également décrit les développements en ce qui concerne la recherche archéologique des dolmens après leurs recherches et jusqu'en 2015. Il a jugé que le travail de Lukis et Dryden était de haute qualité. En 2015, le Drents Museum a organisé une exposition sur son œuvre.
Le dolmen D43 est montré sur le plan XL : les deux dolmens reposaient dans un ovale de pierres dressées, le tout reposant sur le Schimmeresch. Le dolmen était difficile à voir lors de la visite de Lukis et Dryden, car il y avait beaucoup d'arbustes et d'arbres. Une autre pierre angulaire du sol septentrional était en place, les deux autres avaient été repoussées en direction du nord. Selon Lukis et Dryden, l'entrée se trouvait du côté est, et, selon eux, il est certain qu'il ne s'agit pas d'une boîte en pierre. Une autre pierre angulaire du sol du sud était en place, une autre s'était retrouvée dans la chambre funéraire. Ici aussi, l'entrée était située à l'est. Les pierres de l'ovale se trouvaient parfois à un niveau plus élevé que le sol des tombes. Les chambres avaient été creusées et vidées. La colline sur laquelle se trouvait cette longue tombe mesurait 62 mètres de long et 14,5 mètres de large.

### Recherche de J.H. Holwerda
En 1913, le dolmen est systématiquement examiné pour la première fois par le Dr J.H. Holwerda.
Dans le passé, il y avait probablement un troisième dolmen dans la limite de l'enceinte du cercle de pierres, peut-être avec six pierres de couverture. Cette configuration a été décrite par Janssen, mais Holwerda n'en a trouvé aucune trace. Le monument central (D43z) avait probablement cinq pierres de couverture et celui le plus au nord (D43n) au plus trois.
Cette investigation montre que la longue tombe a été construite par étapes, la voûte funéraire nord étant construite en premier. Au moment de l'enquête, il y avait une pierre de couverture sur les pierres porteuses, les autres pierres de couverture étaient de côté. La chambre funéraire sud a été construite plus tard, deux piliers étaient encore visibles à cet endroit au moment de l'enquête. Dans cette seconde phase, la couronne a également été agrandie. Lors d'une troisième phase, la couronne est agrandie de quelques mètres au sud. La couronne de pierre mesurait à l'origine un mètre et demi de hauteur, mesurée à partir de la surface inférieure d'origine.
Selon Holwerda, la couronne de pierre se compose également de pierres qui servaient à l'origine de pierres de couverture. Lors de la restauration en 1850, selon Holwerda, la longue tombe a été prolongée de quelques mètres.
Quelques tessons de poterie et un ciseau en pierre ont été découverts.

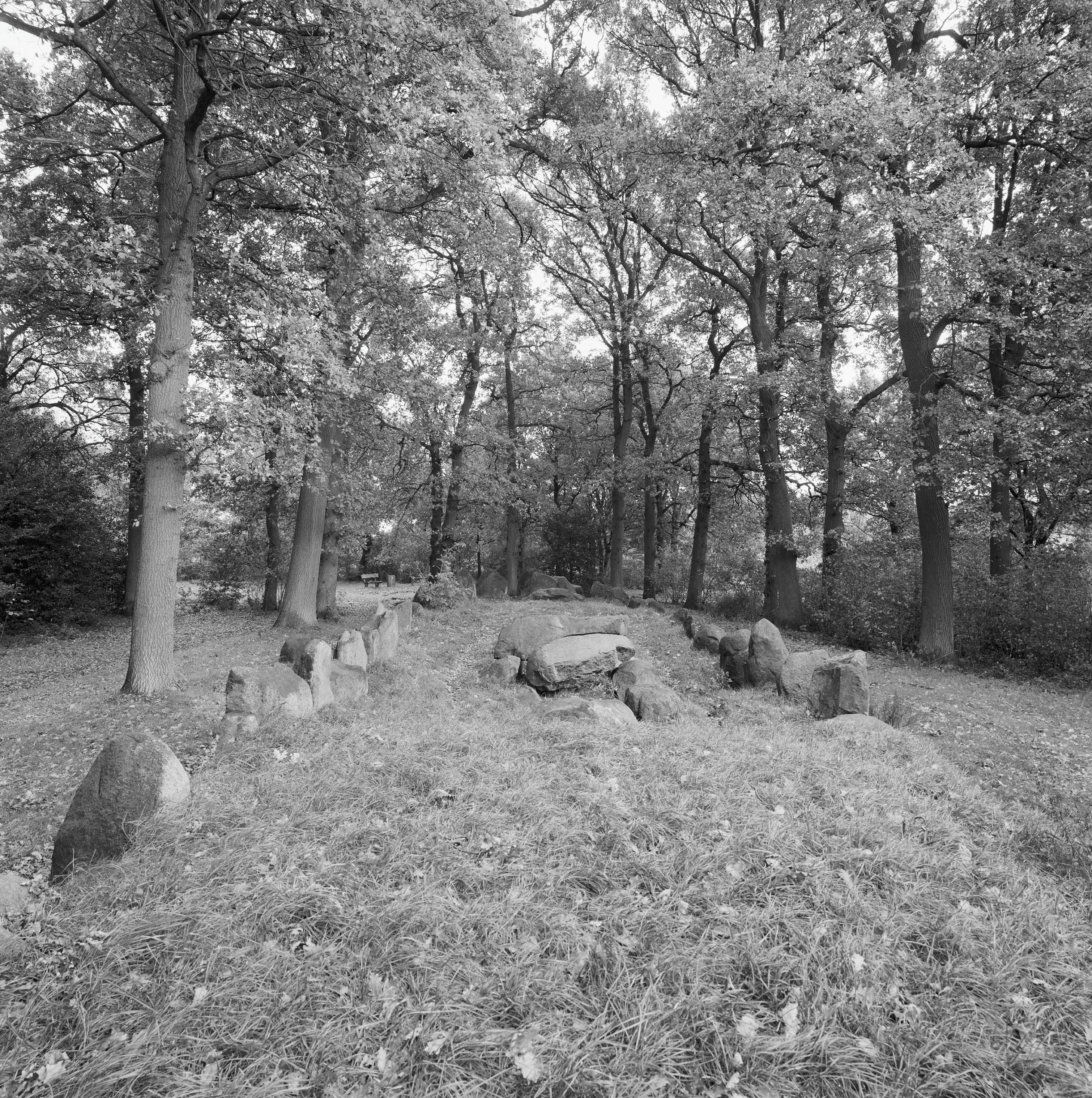
Photo de l'Agence du patrimoine culturel des Pays-Bas, 2000

### Etude de A. van Giffen et restauration
Van Giffen mentionne que la couronne est constituée de 53 pierres, il ne fait aucune mention des pierres de portail aux deux tombes.
Dans une étude du Dr. van Giffen en 1960, trois fosses sacrificielles sont apparues, deux à l'extérieur du cercle de pierres et une à l'intérieur. Les deux extérieurs étaient recouverts d'une pierre en forme de poire qui émergeait de la couronne. Celles-ci avaient déjà été renversées à l'époque préhistorique. Le monument funéraire s'est également avéré avoir été utilisé comme lieu de sépulture de temps en temps jusqu'à l'Âge du bronze. Van Giffen a également découvert que la couronne de pierre était à l'origine plus petite ; elle a été étendue dans une phase ultérieure du néolithique. Une troisième fosse a été découverte dans la couronne de pierre, cette fosse était donc à l'extérieur de la couronne de pierre dans la structure d'origine.
Van Giffen a fait construire des murs de blocs rocheux entre les pierres de support, une méthode qui n'est plus utilisée.
Le dolmen a également été partiellement restauré en 1960 et en 1997.

## Galerie

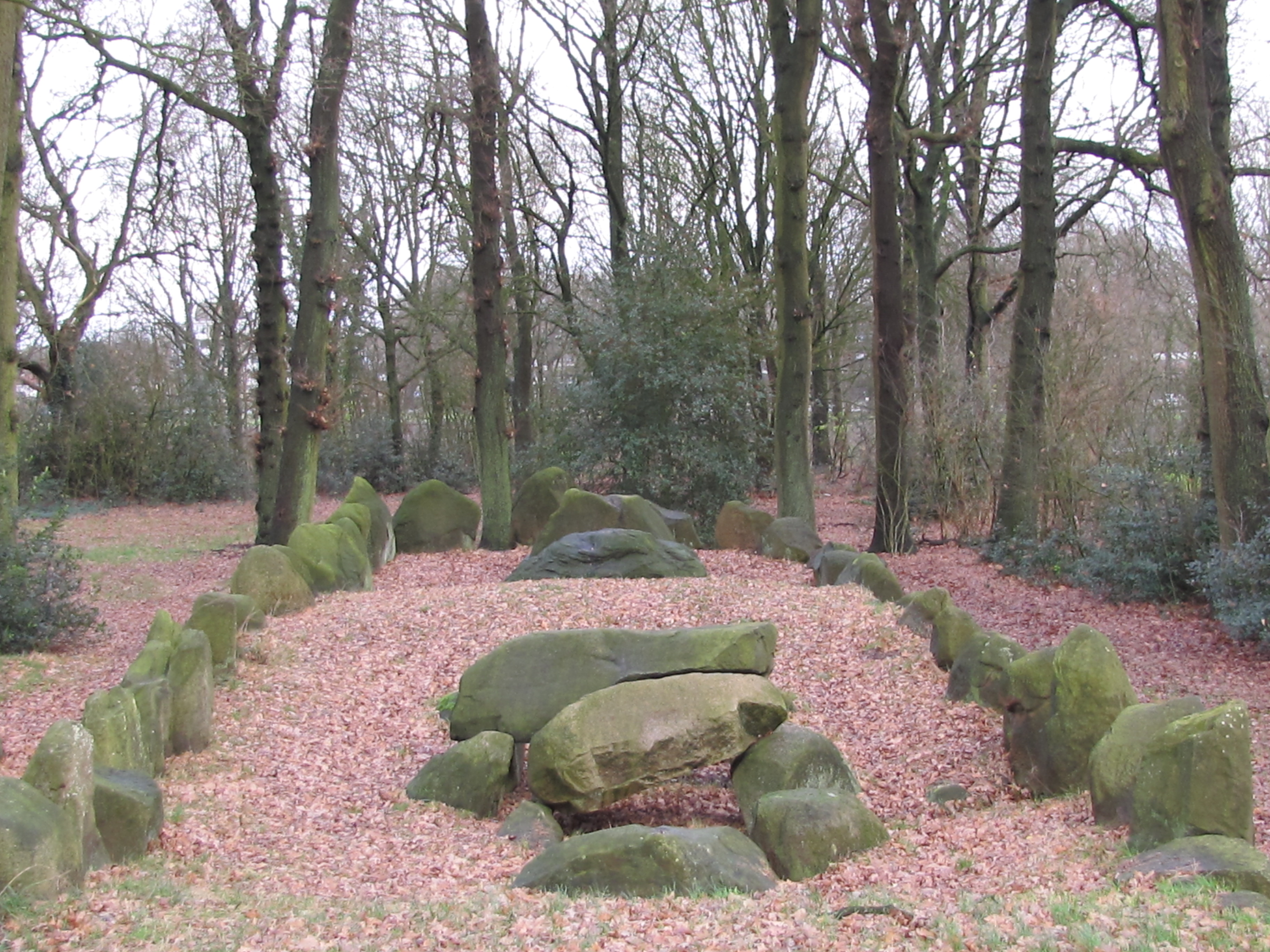
Le dolmen D43 contient deux chambres funéraires séparées.
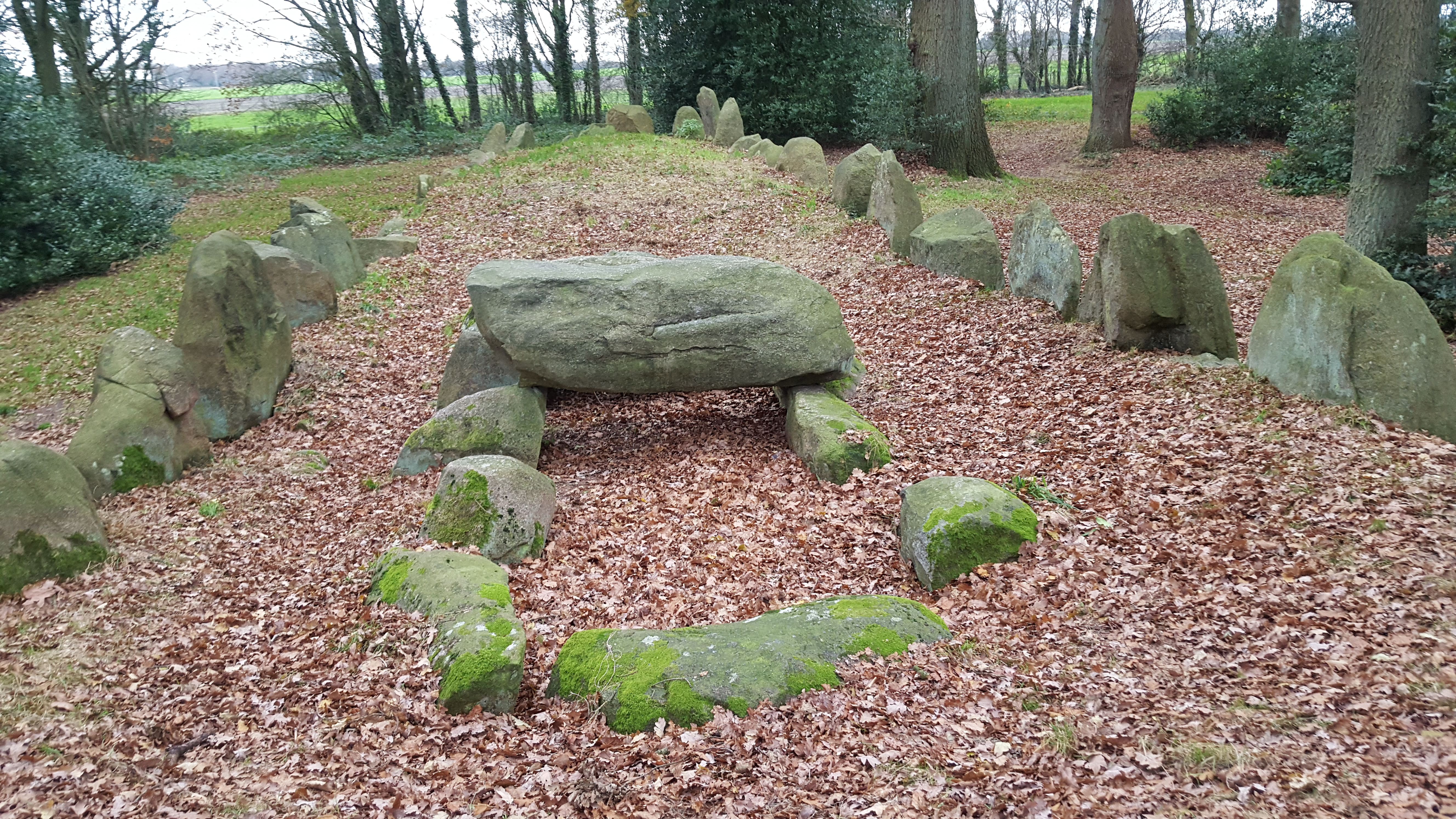
La chambre funéraire sud dans le dolmen ; il y a encore une pierre de couverture sur les pierres porteuses.
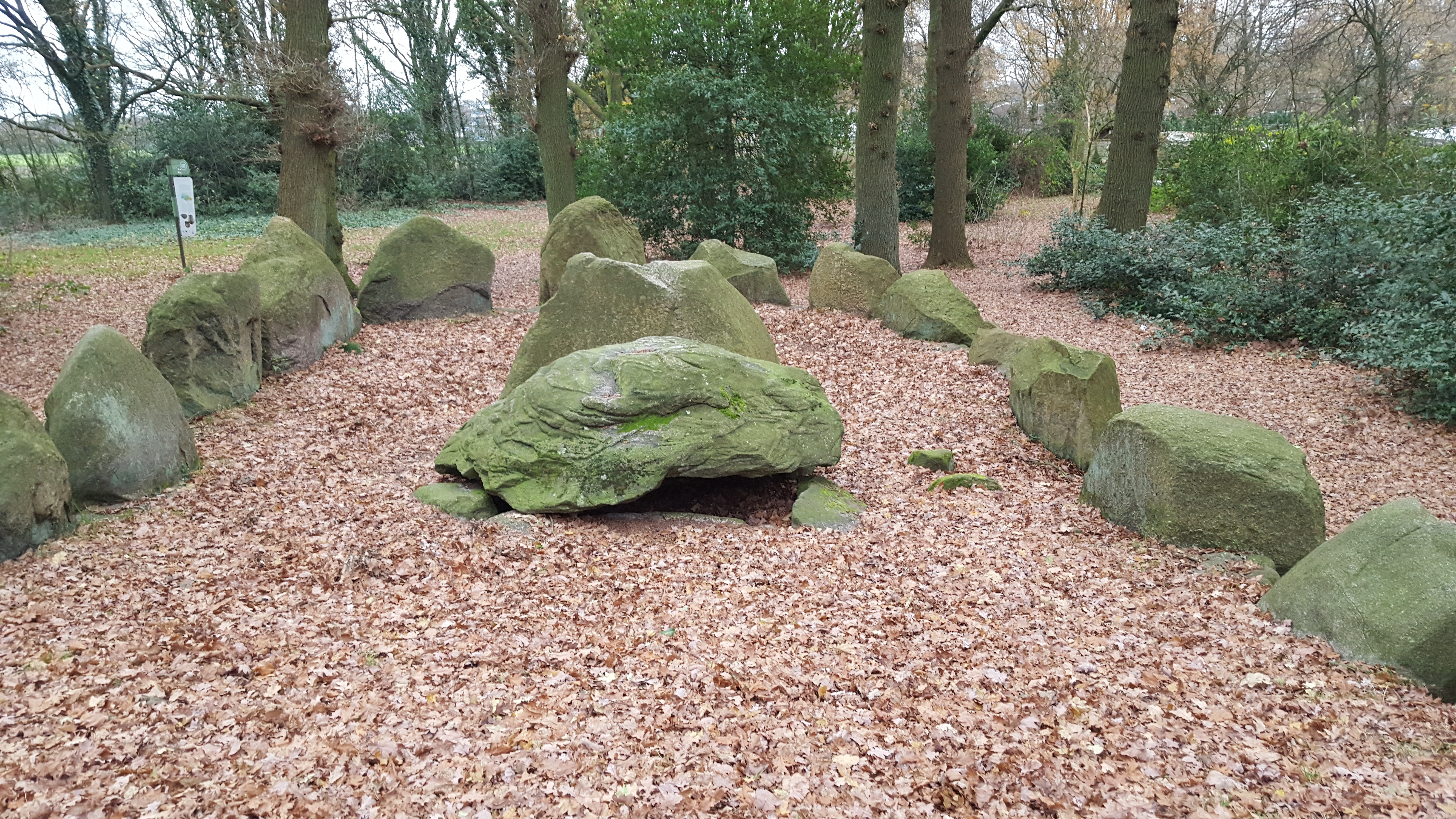
La chambre funéraire nord dans le dolmen